# Slaget vid Golomb
Slaget vid Golomb var ett fältslag mellan Sverige och Polen under Karl X Gustavs polska krig. 
Den 8 februari 1656 korsade den svenska armén den frusna floden Wisla. Under marschen överraskade svenskarna ett polskt regemente som var stationerat i närheten. Det polska motståndet sopades undan ganska snabbt. Svenskarna marscherade upp längs Wislas västra strand. Framåt dagen nådde de svenska förtrupperna under general Horn staden Golomb där hans styrkor överrumplade de spridda polska trupperna. Horn öppnade eld mot polackerna som tvingades retirera. Reträtten avbröts dock av den polske befälhavaren Stefan Czarniecki som beordrade motattack. Nu kom den svenska huvudstyrkan fram till Golomb-svenskarna och var i numerärt överläge. Polackerna lyckades stå emot svenskarna ett tag men till slut blev Czarniecki tvungen att ge order om reträtt.